# Dacus flavicrus
Dacus flavicrus är en tvåvingeart som beskrevs av Graham 1910. Dacus flavicrus ingår i släktet Dacus och familjen borrflugor.
Artens utbredningsområde är Nigeria. Inga underarter finns listade i Catalogue of Life.